# Liste der Naturdenkmäler in Biebertal
Die Liste der Naturdenkmäler in Biebertal nennt die auf dem Gebiet der Gemeinde Biebertal gelegenen Naturdenkmäler. Sie sind geschützt und bei der unteren Naturschutzbehörde des Landkreises Gießen (Fachdienst 72 Naturschutz) eingetragen.
| Bild                          | Bezeichnung                                   | Ortsteil, Lage                                                           | Beschreibung | Art           | Nr.   |
| ----------------------------- | --------------------------------------------- | ------------------------------------------------------------------------ | --- | ------------- | ----- |
| Fotos hochladen               | Linde gegenüber der alten Schule              | Vetzberg, Ecke Burgstraße 50° 37′ 14,8″ N, 8° 36′ 54,1″ O                | Einzelbaum. ND seit 1976, Höhe 16 m. | Winter-Linde  | ND 36 |
| BW                            | Lutherlinde                                   | Rodheim-Bieber, Kirchplatz 50° 37′ 4,3″ N, 8° 35′ 57,6″ O                | Einzelbaum. ND seit 1976. | Winter-Linde  | ND 37 |
| Fotos hochladen               | Linde an der Kirche                           | Frankenbach, Linde an der Kirche 50° 40′ 24,8″ N, 8° 34′ 28″ O           | Einzelbaum. ND seit 1953, Höhe 20 m, Umfang 585 cm. | Sommer-Linde  | ND 38 |
| BW                            | Eiche am Hungersberg                          | Frankenbach, Gemarkung Frankenbach 50° 39′ 30,4″ N, 8° 33′ 52,7″ O       | Einzelbaum. ND seit 1953, Höhe 20 m, Umfang 555 cm. | Stiel-Eiche   | ND 40 |
| BW                            | Eiche am Bürgerhaus                           | Frankenbach, Bürgerhaus 50° 40′ 17,6″ N, 8° 34′ 0,2″ O                   | Einzelbaum. ND seit 1980, Höhe 13 m. | Trauben-Eiche | ND 41 |
| Fotos hochladen               | Toteneiche                                    | Rodheim-Bieber, Gemarkung Rodheim-Bieber 50° 37′ 54,1″ N, 8° 35′ 53,7″ O | Einzelbaum. ND seit 1938, Höhe 15 m, Umfang 355 cm. | Stiel-Eiche   | ND 42 |
| mehr Fotos \| Fotos hochladen | Linde in der Nähe des ehemaligen Bullenstalls | Königsberg, Wetzlarer Weg 50° 38′ 37,9″ N, 8° 31′ 59,8″ O                | Winterlinde in Königsberg. Der Baum steht auf einem Privatgrundstück direkt östlich des Wetzlarer Weges. Pflanzjahr: ca. 1890 Unterschutzstellung: 1976 Stammumfang: 2,20 m OSM-Link zur Kartendarstellung: Winterlinde in Königsberg | Tilia cordata | ND 43 |
| Fotos hochladen               | Linde vor der weißen Schule                   | Rodheim-Bieber, Schulstraße 50° 37′ 32,8″ N, 8° 34′ 52,2″ O              | Einzelbaum. ND seit 1976, Höhe 14 m, Umfang 340 cm. | Winter-Linde  | ND 49 |
| Fotos hochladen               | Pyramideneiche von Rodheim-Bieber             | Rodheim-Bieber, Gemarkung Rodheim-Bieber 50° 36′ 46,3″ N, 8° 36′ 23,8″ O | Einzelbaum. ND seit 2000, Höhe 17 m, Umfang 375 cm. | Säuleneiche   | ND 50 |